# یان فاستر (بازیکن فوتبال)
یان فاستر (انگلیسی: Ian Foster؛ زادهٔ ۱۱ نوامبر ۱۹۷۶) بازیکن فوتبال اهل بریتانیا است.
از باشگاه‌هایی که در آن بازی کرده‌است می‌توان به باشگاه فوتبال هرفورد یونایتد، باشگاه فوتبال لیورپول، باشگاه فوتبال کیدرمینستر هاریرس، و باشگاه فوتبال بارو اشاره کرد.